# Le Thillay
Le Thillay é uma comuna francesa situada no departamento de Val-d'Oise na região da Ilha de França.
Seus habitantes são chamados Thillaysien(ne)s.

## Geografia
Le Thillay está localizado nas margens do Croult no coração do Pays de France, a 13 km a nordeste de Paris pela porte de la Villette e a Route nationale N2 ou 19 quilômetros pela porta de la Chapelle e a autoroute A1.
A comuna é limitada, por ordem do comprimento dos limites comuns, de: Gonesse, Goussainville, Roissy-en-France e Vaudherland (3ª menor comuna da França). Além disso, Le Thillay também é fronteira de Bouqueval em uma quádrupla fronteira com Goussainville e Gonesse ao limite noroeste do território comunal.
Em sua extremidade ocidental, o território comunal é atravessado por duas vias férreas, a linha D do RER entre as estações de Villiers-le-Bel (a 2,8 km) e Goussainville (a 2 km), bem como perto do centro, a LGV Nord apenas depois de sua separação com a linha de Paris-Nord a Lille.

## Toponímia
Tilleium no século XII, Tilliacum no século XIII, Tilley em 1251, Tellai em 1273, Tilloy em 1587.
O nome vem do latim tilia, tília, com o sufixo.

## História
A vila tem se mantido por longo tempo profundamente rural, até após a Segunda Guerra Mundial, especialmente como ela não foi beneficiada, ao contrário das comunas vizinhas (Gonesse ou Goussainville) de uma estação ferroviária da linha ferroviária de Paris-Nord-Creil (hoje a linha D do RER). Este caráter rural é encontrado na antiga presença de moinhos, enquanto a atividade agrícola continua a ser exercida sobre o conjunto. O seu desenvolvimento econômico data essencialmente da Libertação e é acompanhado do loteamento progressivo de terras agrícolas, em especial, em bairros conhecidas como des Grands Champs, de l'Avenir e du Château. No início dos anos sessenta, um conjunto imobiliário em co-propriedade foi realizado, participando o aumento significativo da população local. Nos anos 1980 e 1990, a realização de uma zona de desenvolvimento concertado (ZAC), no lugarejo des Courbéantes, além de um processo de construção nova em superfícies menores do que antes, ele aumentou um pouco mais a população da vila, que agora é uma pequena cidade de pouco mais de 4.000 habitantes, de acordo com as últimas estimativas do censo geral da população. Se um número de residentes continua a trabalhar no lugar, uma grande parte dos ativos da comuna trabalham na zona aeroportuária ou em outras localidades e departamentos da região.

## Geminação
- Hünfelden (Alemanha)[5]

## Lugares e monumentos

### Monumento Histórico

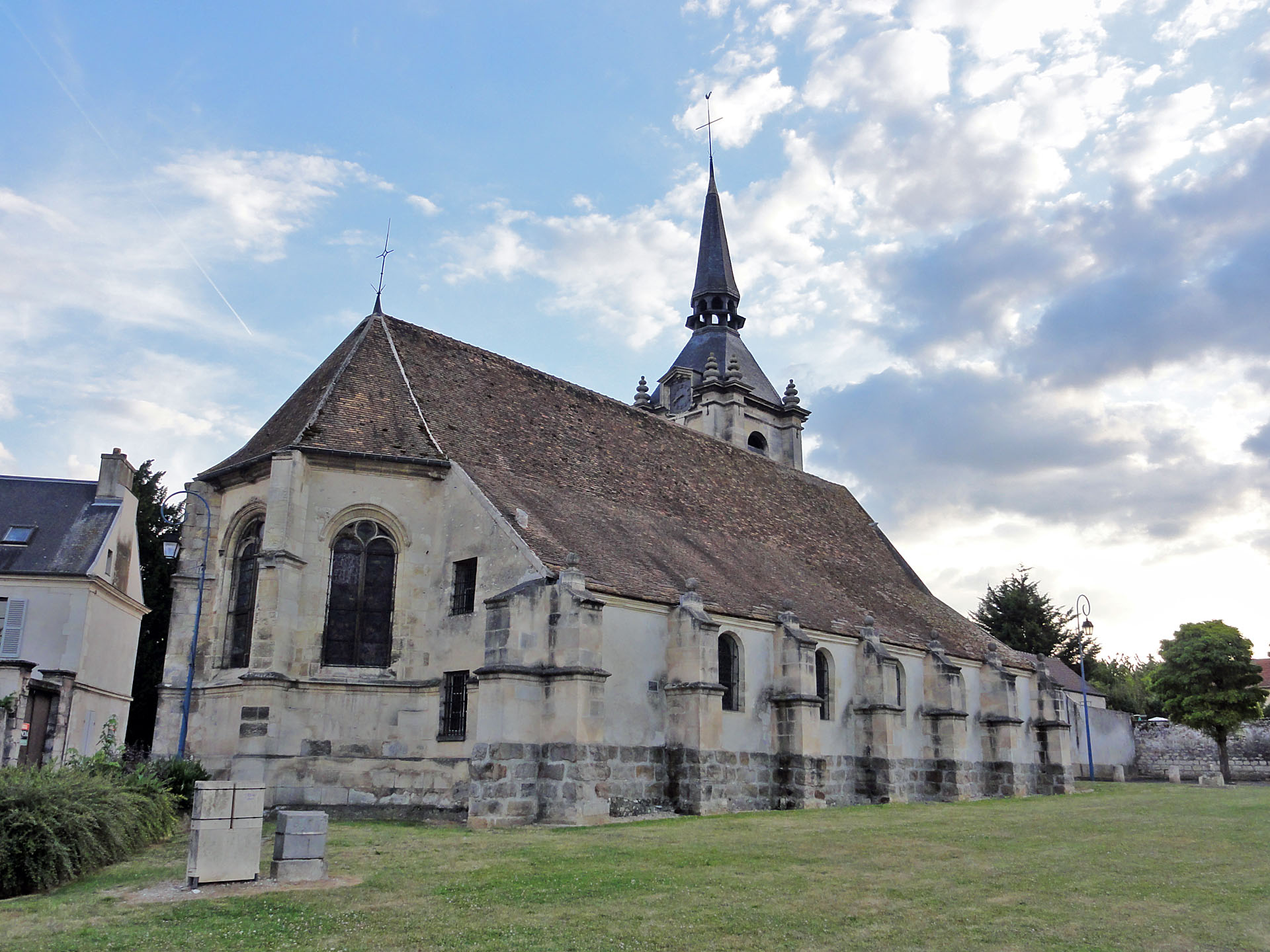
A igreja Saint-Denis.

Le Thillay tem apenas um único monumento histórico em seu território.
- Igreja Saint-Denis (inscrita nos monumentos históricos pelo decreto de 5 de novembro de 1965[6])

### Outros elementos do património
- O lac du Thillay

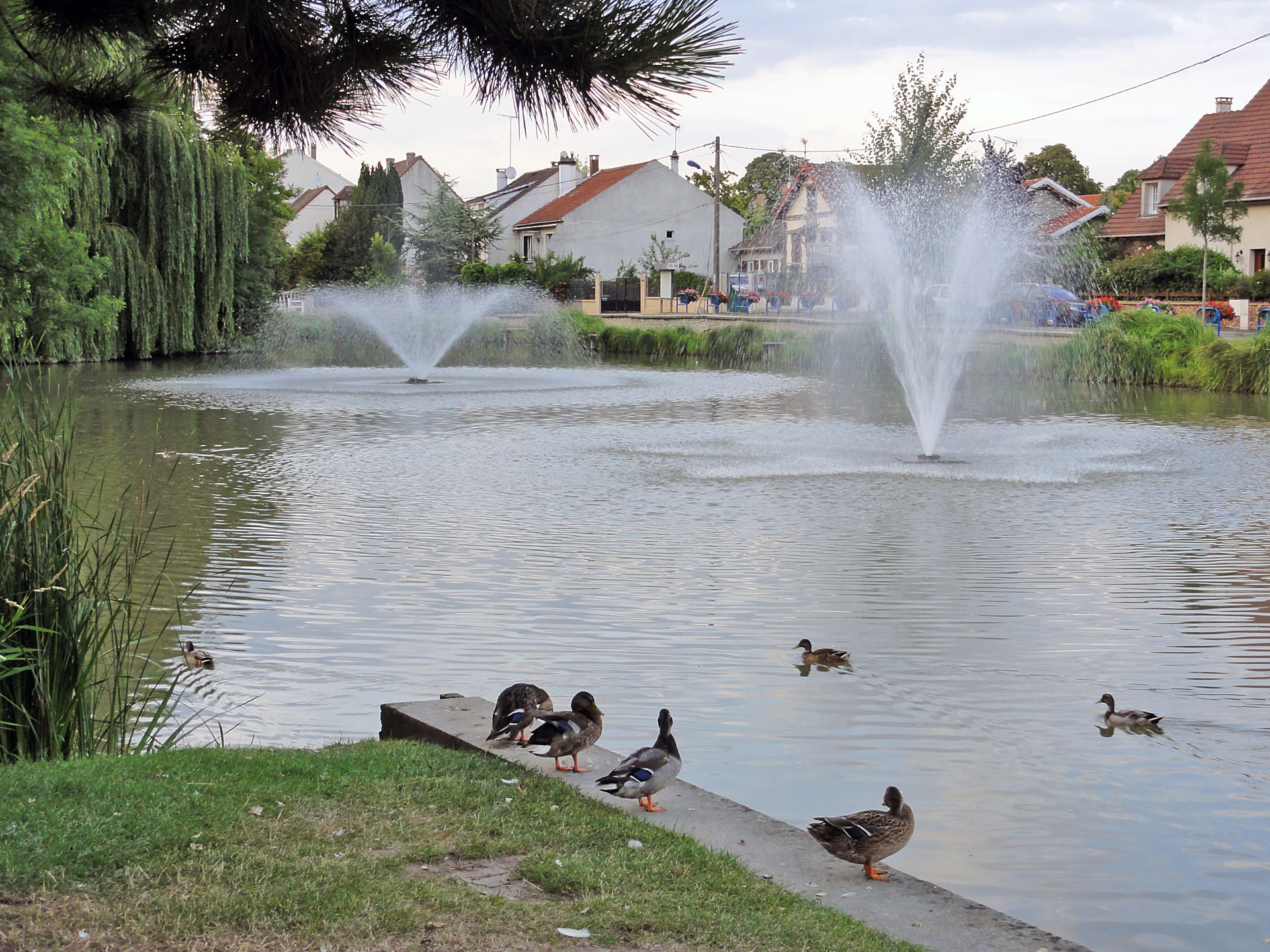
O lago e os seus ocupantes.

- Moulin à Drap, no Croult, no limite sul da comuna: também chamada moulin Jumeau, este moinho de água foi transformada em um importante moagem de farinha após sua compra por Louis Destors. Ela foi vítima de um incêndio em 1902 e ampliada pela última vez em 1920. A família dos proprietários construiu uma grande residência de estilo neoclássico, ao lado[7].

## Personalidades ligadas à comuna
- A cantora Magalie Vaé.
- O pintor Georges Arnulf.
- Louis-Noël Montalant, Cavaleiro da Legião de Honra. Sub-tenente, participou, entre outros, da batalha de Austerlitz[8]